# Ernst Steyer
Ernst Leberecht Steyer (* 3. August 1842 in Naundorf bei Freiberg; † 7. September 1900 in Plauen bei Dresden) war ein deutscher konservativer Politiker.

## Leben und Wirken
Steyer besuchte zunächst die Volksschule in Naundorf, bevor er zwei Jahre an die Bürgerschule nach Freiberg wechselte. Er schloss zwei Jahre Ausbildung an der Gewerbeschule in Chemnitz und zwei Jahre landwirtschaftliche Ausbildung an. Zunächst war er sechs Jahre als Verwalter tätig, bevor er 1865 ein Bauerngut im osterzgebirgischen Reinholdshain erwarb. 1852/53 genoss er eine weiterführende Ausbildung an der landwirtschaftlichen Akademie Tharandt. Er übernahm das Mühlengut in Naundorf, das zuvor sein Vater besessen hatte. In einer Nachwahl für den verstorbenen Abgeordneten Ernst Kleber wurde er 1885 im 13. ländlichen Wahlkreises in der II. Kammer des Sächsischen Landtags gewählt. Aus diesem Amt schied er 1899 aus. Von 1893 bis 1896 war er zudem stellvertretendes Mitglied des Verwaltungsrates und von 1896 bis zu seinem Tod Mitglied des Direktoriums des Landwirtschaftlichen Kreditvereins im Königreich Sachsen.
Seine Brüder Heinrich Steyer (1834–1887) und Philipp Steyer (1839–1907) waren ebenfalls konservative Landtagsabgeordnete.